# چایا (اوب)
چایا (به لاتین: Chaya) یک رود در روسیه است که در استان تومسک واقع شده‌است.